# Chapter Two (Roberta Flack)
Chapter Two è il secondo album in studio della cantante statunitense Roberta Flack, pubblicato nel 1970.

## Tracce
- Side 1

1. Reverend Lee (Gene McDaniels) – 4:31
2. Do What You Gotta Do (Jimmy Webb) – 4:09
3. Just Like a Woman (Bob Dylan) – 6:14
4. Let It Be Me (Gilbert Bécaud, Mann Curtis, Pierre Delanoë) – 5:00

- Side 2

1. Gone Away (Donny Hathaway, Leroy Hutson, Curtis Mayfield) – 5:16
2. Until It's Time for You to Go (Buffy Sainte-Marie) – 4:57
3. The Impossible Dream (Joe Darion, Mitch Leigh) – 4:42
4. Business Goes on as Usual (Fred Hellerman, Fran Minkoff) – 3:30